# Csákabonyi Balázs
Csákabonyi Balázs (Eger, 1936. december 3. – Kaposvár, 2020. március 26.) jogász, tanító, politikus, 1994–2010 között a Magyar Szocialista Párt országgyűlési képviselője.

## Élete
Csákabonyi Kálmán (1902–1970), a Békés Megyei Levéltár vezetője, valamint a nemesi származású Áriás Ilona pedagógus gyermekeként született. Általános és középiskolai tanulmányait Gyulán végezte. 1955-ben tanári képesítést szerzett és 1958-ig a Gerlai Általános Iskolában (Gerla ma Békéscsaba része) tanított. Ezt követően Somogy megyébe költözött. 1958 és 1961 között a Balatonboglár kulturális házában, majd 1961 és 1965 között a nagyatádi kerületi tanácsnál, 1965 és 1971 között a Somogy megye tanácsában dolgozott Kaposváron. 1961-ben belépett az MSZMP-be és a kommunista párt tagja is maradt annak 1989-es feloszlatásáig.
Csákabonyi Balázs 1962-ben feleségül vette Somosi Márta tanárnőt. Két gyermekük született, Nárcisz (1962) és Rómeó Balázs (1966–1991), aki autóbalesetben vesztette életét.
1965-től a Janus Pannonius Egyetemen (a mai Pécsi Tudományegyetem) jogot tanult és 1970-ben levelező fokozaton végzett. 1971 óta ügyvédjelölt lett a kaposvári II. ügyvédi közösségnél. 1972-ben ügyvédként praktizált. 1988-tól 1997-ig a Somogy Megyei Ügyvédi Kamara elnöke volt. 1992 óta az országos magyar ügyvédi kamara fegyelmi főbiztosa. 1994-ben az MSZP tagjaként a Somogy megye 1. számú választókerületében országgyűlési képviselőnek választották. 
1998-ban, 2002-ben és 2006-ban is megválasztották képviselőnek, de nem egyéniként hanem pártlistán került be a parlamentbe. Az országgyűlésben az Alkotmányügyi és Igazságügyi Bizottságban foglalt helyet. Csákabonyi a Magyar Nyugdíjasok Országos Szövetségének (MNYOSZ) tagja és alelnöke is volt. Csákabonyi a 2010-es parlamenti választáson már nem indult és a politikától visszavonultan élt 2020. március 26-án bekövetkezett haláláig.